# Јадранка
Јадранка је женско име. Познате особе са овим именом су:
- Јадранка Барјактаровић (рођена 1981), црногорска певачица
- Јадранка Ђокић (рођена 1981), хрватска глумица
- Јадранка Јоксимовић (рођена 1978), српска политичарка
- Јадранка Јовановић (рођена 1958), српска оперска певачица
- Јадранка Косор (рођена 1953), хрватска политичарка
- Јадранка Пејановић (1979–2018), српска глумица
- Јадранка Стојаковић (1950–2016), босанска кантауторка